# 南美腺鰭鯰
南美腺鰭鯰，為輻鰭魚綱鯰形目毛鼻鯰科的其中一種。分布於南美洲巴西黑河流域，體長可達5.5公分，棲息在底層水域，生活習性不明。